# As Esganadas
As Esganadas é um romance escrito por Jô Soares, lançado em 2011 pela editora brasileira Companhia das Letras.
Quarto romance policial do autor (precedido por O Xangô de Baker Street, O Homem que Matou Getúlio Vargas e Assassinatos na Academia Brasileira de Letras), o livro é ambientado no Rio de Janeiro de 1938 - ano em que Jô Soares nasceu -, durante a Era Vargas, e retrata uma série de assassinatos perpetrados contra vítimas gordas. Subvertendo a narrativa policial comum aos suspenses envolvendo detetives, o serial killer é revelado logo no início da obra, bem como sua motivação para os crimes. A trama concentra-se nos detalhes da busca pelo assassino.
O título faz alusão ao modo como as vítimas são mortas: asfixiadas por sua gula em um processo que envolve interesse gastronômico, especialmente por doces portugueses, e intenso desejo sexual (com requintes de Complexo de Édipo).
As Esganadas atingiu o topo da lista de livros de ficção mais vendidos no Brasil duas semanas após seu lançamento.